# Monika Iwersen
Monika Iwersen (* 1963 in Rendsburg) ist eine deutsche Diplomatin. Sie ist seit August 2021 deutsche Botschafterin in Kasachstan. Vorher war sie ab Ende 2017 Botschafterin in Kirgisistan. 

## Werdegang
Nach dem Abitur studierte Monika Iwersen von 1982 bis 1988 an den Universitäten in Mainz und Genf sowie am Institute of International Studies in Monterey/USA.
1989 begann Iwersen die Ausbildung für den höheren Auswärtigen Dienst, die sie 1991 beendete. Von 1991 bis 1992 arbeitete sie als Referentin im Referat für Polen und Baltikum im Auswärtigen Amt in Berlin und ging dann als Presse- und Protokollreferentin an das Generalkonsulat Istanbul, wo sie bis 1995 blieb.
Nach Stationen im Referat für den Sicherheitsrat der Vereinten Nationen im Auswärtigen Amt in Berlin (1995–1998) und als Ständige Vertreterin an der Botschaft in La Paz (1998–2001) wechselte Monika Iwersen 2001 als Botschaftsrätin an die Ständige Vertretung der Bundesrepublik Deutschland bei den Vereinten Nationen in New York. 2004 kam sie zurück an das Auswärtige Amt in Berlin und wurde stellvertretende Referatsleiterin des Referats für die Beziehungen zur Türkei, Rumänien und Bulgarien, bevor sie von 2008 bis 2011 als Ständige Vertreterin an der Botschaft Algier wirkte. Es folgte von 2011 bis 2014 wiederum eine Zeit in Berlin, diesmal als Referatsleiterin des Referats für die Beziehungen zur Türkei und den EFTA-Ländern.
Nach einer Verwendung als Gesandtin an der Botschaft in Tel Aviv wurde sie 2017 als Botschafterin an die Botschaft in Bischkek, Kirgisistan, versetzt. Am 30. März 2018 wurde sie von Präsident Sooronbai Dscheenbekow zur Übergabe ihres Beglaubigungsschreibens empfangen. Im August 2021 wechselte Iwersen als Botschafterin nach Nur-Sultan, Kasachstan.